# Мобільний роман
Мобільний роман, стільниковий роман — літературний твір, спочатку створений на мобільному телефоні з використанням сервісів текстових повідомлень. Цей тип романів спочатку виник у Японії, де отримав назву «кейтай сьосецу» (яп. 携 帯 小说, кейтай сьосецу) та швидко став популярним літературним жанром як у Японії, так і в інших країнах, особливо в Китаї, США, Німеччині та Південній Африці.

## Короткий опис
«Мобільні романи» зазвичай складаються з «розділів» довжиною 70-100 слів.
Першими авторами та читачами мобільного літератури були молоді жінки, що писали твори на такі теми як романтичні відносини, кохання, сексуальне насильство, вагітність тощо. Згодом тематика мобільного роману стала розширюватися. Перед виходом у друкованій формі мобільні романи були доступні читачам через електронну пошту, SMS-сервіси, Інтернет-розсилки та sharing-сервіси. Традиції японських інтернет-користувачів передбачають публікації мобільних романів під псевдонімами та мережевими ніками, тому справжнє авторство мобільних творів розкривається рідко.
Японські мобільні романи викачуються і встановлюються на мобільні телефони як Java-додатки. Ці твори найчастіше з'являються в трьох форматах: WMLD, JAVA та TXT. На сайті «Mahō no iLand» розміщено більше мільйона мобільних романів (переважно письменників-початківців), які можна завантажити безкоштовно. «Mahō no iLand» надає шаблони для блогів та домашніх сторінок в інтернеті, відвідуваність його становить близько 3,5 мільярди раз на місяць. Починаючи з 2007 року, 98 мобільних романів були опубліковані у вигляді книг. Один з найпопулярніших мобільних романів, Небеса любові, написаний автором під ніком Mika, був прочитаний в онлайні більше 12 мільйонів разів і був не лише опублікований, але й став основою для кінофільму. 2007 року п'ять з десяти романів-бестселерів Японії були спочатку мобільними романами.

## Історія
2000 року з'явився один з перших мобільних романів, який привернув увагу широкого загалу й став першим бестселером у цьому жанрі. Цей роман під назвою Глибоке кохання був написаний токійцем, що називав себе Йосі. У токійському районі Сібуйя тридцяти-сорокарічний Йосі поширював серед школярок тисячі візитівок з рекламою свого твору. Невдовзі його вебсторінка та сам роман набули великої популярності. Мобільний роман «Глибоке кохання» був присвячений історії дівчини з Токіо, залученої в ендзьо-косай, яка заразилася СНІДом. 2003 року роман був виданий у форматі паперової книги, було розпродано близько 2,6 млн його примірників, після чого на основі роману було знято телесеріал, випущено мангу та створено кінофільм.
У паперовій версії роману «Глибоке кохання» було збережено напрям письма «зліва на право», тоді як традиційним для японських друкованих текстів є вертикальний напрям письма «татеґакі» — знаки розташовані зверху вниз, а рядки-стовпчики — справа наліво. Цей, запозичений з мобільних телефонів, горизонтальний напрям письма (yokogumi) використовувався і в подальших публікаціях японських мобільних романів і став типовою ознакою цього жанру в Японії.
Мобільні романи набули широкої популярності на Тайвані, в Китаї та Південній Кореї серед молоді. У Японії кілька сайтів пропонують авторам мобільних романів великі гонорари (до $ 100 000) і право на видання в «паперовому» форматі.
Мобільні романи також стали популярними в Європі, Африці та Північній Америці. Популярність мобільних романів в Європі почалася приблизно 2007 року, цьому сприяли такі діячі як Олівер Бендел та Вольфганг Гольбайн, і такі видавництва як Cosmoblonde та Blackbetty Mobilmedia. У Південній Африці серед підлітків великою популярністю користувався роман «Kontax», написаний спеціально для мобільних телефонів. У Північній Америці найбільшу популярність набув мобільний роман під назвою «Вторинні мемуари» (англ. Secondhand Memories), доступний на Textnovel — першому англомовному сайті мобільних романів, створеному в США.

## Причини популярності
Після Японії мобільні романи стали швидко поширюватися у Східній Азії. Авторами мобільних романів часто є студенти, які вважають, що молодих читачів найбільше цікавитимуть події або тренди підліткової культури.
За допомогою текстових повідомлень мобільні романи створюють своєрідний віртуальний світ для підлітків. Як і в онлайнових відеоіграх, читач мобільного роману може сприймати його від першої особи. Як зазначив професор Фордгемського університету Пол Левінсон у своїй праці «Мобільний телефон»: «нині письменник може писати в будь-якому місці настільки ж легко, як читач може це прочитати».
Мобільна література змінює звички до читання; читачеві більше не потрібно йти до книгарні та купувати книгу, він може вийти в Інтернет через стільниковий телефон, звантажити роман, і читати його на своєму мобільному телефоні в будь-якому місці та в будь-який час. Мобільність та зручність економить час читача.

## Характеристики та літературний стиль
Через лаконічність мобільних романів, що обумовлена технічними характеристиками мобільних телефонів, один розділ мобільного роману, зазвичай, складається з 70-100 слів (загалом — менше 200). Мобільна література породила новий підхід до літератури, змінюючи традиційні формати книговидання. Незважаючи на широке поширення мобільного сленгу, більшість з мобільних романів уникають такий сленг.
Найчастіше мобільні твори використовують скорочення, розмовний, спрощений та лапідарний стиль; кульмінації та драматичні діалоги нерідко опускаються, надаючи читачеві простір для домислів та інтерпретацій. Розгортання сюжетів нерідко тримає читача в напрузі та стимулює очікування наступної частини розділу.
Природа мобільного роману дає можливість письменникові та читачеві прийти до своєрідної «співтворчості» в інтерактивному режимі.